# Yuming Films Project
Yuming Films Project（ユーミン フィルムス プロジェクト）は、2007年10月24日発売の松任谷由実のベストアルバム『SEASONS COLOURS -秋冬撰曲集-』のプロモーションとして、アルバム内の歌を主題歌とするショートムービーを製作するプロジェクト。期間限定でYahoo!動画で配信された後、12月29日の23持00分 - 24持10分に『Yuming Films 〜映画になったユーミン・ソングス〜』としてNHK総合テレビでテレビ放映された。

## 作品
- Yuming Films vol.1「リフレインが叫んでる」
  - 監督:窪田崇
  - 主演:本仮屋ユイカ
  - 助演:水谷百輔、高原コマキ、若林宏紀他
  - 配信開始:2007年10月24日
- Yuming Films vol.2「バイバイ、ベアー〜青いエアメイル」
  - 監督:甲斐さやか
  - 主演:多部未華子
  - 助演:於保佐代子他
  - 配信開始:2007年10月31日
- Yuming Films vol.3「新年好!〜A HAPPY NEW YEAR」
  - 監督:渡辺賢一
  - 主演:塚本高史
  - 助演:チェン・チュー他
  - 配信開始:2007年11月7日